# Arturo Moradei
Arturo Moradei (Firenze, 31 maggio 1840 – Ravenna, 7 ottobre 1901) è stato un pittore italiano.

## Biografia
Frequentò l'Accademia di belle arti di Firenze dal 1853 al 1859, seguendo i corsi dei maestri Giuseppe Bezzuoli ed Enrico Pollastrini. Partecipò a numerose esposizioni tra le quali quelle di Firenze, Genova e Torino.
Nel 1870 si trasferì a Ravenna come professore di pittura all'accademia di belle arti della città. 
Continuò a esporre le sue opere in Italia nelle promotrici di Roma, Napoli, Palermo, Venezia, e anche in campo internazionale: Parigi 1878; Anversa 1885.